# ناپالگوئه (تیکاره)
ناپالگوه شهری در شهرستان تیکاره در استان بام در بورکینافاسوی شمالی است و جمعیت آن ۸۹۲ نفر است.